# Order Wilhelma (Prusy)
Order Wilhelma (niem.: Wilhelm-Orden) – odznaczenie pruskie, nadawane od 1896 do 1918 roku.

## Historia i insygnium
Ten bardzo rzadki order został ustanowiony 18 stycznia 1896 roku przez cesarza niemieckiego i króla Prus Wilhelma II i poświęcony pamięci jego dziadka, cesarza i króla Wilhelma I, którego wnuk określił przydomkiem "Wielki". Rzadko nadawany order otrzymał jako pierwszy Otto von Bismarck.
Oznaką jednoklasowego orderu był złoty medal wielkości 70 × 48,5 mm, otoczony owalnym wieńcem dębowo-laurowym. Na awersie medalu widniał profil Wilhelma I zwrócony na lewo, otoczony napisem "Wilhelm Koenig von Preussen" (Wilhelm król Prus), na rewersie napis "Wirke im Andenken an Kaiser Wilhelm den Grossen" (Działaj pamiętając cesarza Wilhelma Wielkiego). Order nie posiadał wstęgi i był noszony na złotym łańcuchu orderowym o wadze 220 gramów, składającym się po obu stronach z liter napisów "Wilhelmus I Rex".
Zniesiony 11 sierpnia 1919 wraz ze wszystkimi innymi niemieckimi odznaczeniami państwowymi.